# Adam Karrillon
Adam Karrillon (* 12. Mai 1853 in Wald-Michelbach; † 14. September 1938 in Wiesbaden), Nachfahre einer Hugenottenfamilie, war ein deutscher Arzt und Schriftsteller, der durch Heimatromane aus dem Odenwald sowie Reiseerzählungen bekannt wurde. Er lebte lange Zeit in Weinheim an der Bergstraße, wo er 1923 Ehrenbürger wurde, und war im selben Jahr erster Träger des Georg-Büchner-Preises. Seine Ehefrau Bertha Laisé, auch Nachfahrin einer Hugenottenfamilie, ist in Ibersheim bei Worms geboren. Mit 107 Jahren war sie zeitweise die älteste Frau Deutschlands.

## Leben

### Jugend
Adam Karrillon wurde 1853 als zehntes Kind des Dorfschulmeisters Franz Karl Karrillon (1808–1891), Nachfahre einer Hugenottenfamilie, und seiner Frau Eva Margarete geb. Bangert (1811–1863) in Wald-Michelbach geboren. Bei seiner Geburt lebten nur noch seine zwei älteren Schwestern Maria (* 1835) und Elisabeth (* 1847) sowie der geistig zurückgebliebene Bruder Nikolaus (* 1849) im Elternhaus. Drei Geschwister waren jung gestorben, die Brüder Karl (* 1839) und Jakob (* 1841) waren bereits als Lehrburschen ausgezogen und der älteste Bruder Heinrich (* 1834) war nach Amerika ausgewandert. Karl und Jakob folgten Heinrich später nach Amerika, nach dem Tod der Mutter 1863 ebenfalls Maria, Elisabeth und Nikolaus, so dass Adam 1864 bis 1867 das letzte verbliebene Kind im Haushalt des Vaters und dessen zweiter Frau Marie Kellermann (* 1825) war.
1867 verließ Adam Karrillon Wald-Michelbach, um das Gymnasium in Mainz zu besuchen. Hier tauschte er die Probleme mit der Stiefmutter, derentwegen die anderen drei Geschwister gar ausgewandert waren, mit den strengen Bestimmungen des an die Schule angeschlossenen Konvikts, von dem er 1872 verwiesen wurde, nachdem er in einem Aufsatz seinen weltlichen Wunsch nach Ausübung des Arztberufes geäußert hatte. Bis zum Abitur 1873 wohnte er in verschiedenen Privatquartieren.

### Studium der Medizin
Anschließend kehrte er kurz nach Wald-Michelbach zurück, begab sich dann auf eine Reise nach Bayern und Österreich und studierte zwischen 1873 und 1878 Medizin in Gießen, wo er 1874 Mitglied der Burschenschaft Alemannia Gießen wurde, und Würzburg. Seinen Doktor machte er im Jahr 1879 in Freiburg. Bedingt durch die ärmlichen und kargen Verhältnisse in der Heimat hatte Karrillon schon als Kind einen Drang zu Reisen in die Ferne gehabt. Als junger Arzt in Freiburg versuchte er daher, als medizinischer Betreuer irgendeiner Expedition aufgenommen zu werden, doch seine Bemühungen waren vergeblich. Er bereitete sich dennoch mit Reitunterricht auf eine mögliche Expeditionsteilnahme vor.

### Familie
Während seiner ärztlichen Tätigkeit 1878 in Eich war Karrillon auch für Ibersheim, heute Worms-Ibersheim, zuständig. Dabei lernte er seine spätere Frau Bertha Laisé (* 27. September 1854 in Ibersheim; † 22. März 1962 in Weinheim) näher kennen, die er am 13. Oktober 1880 heiratete (kirchlich im Dom zu Worms, standesamtlich in Ibersheim). Für die wirtschaftliche Konsolidierung der Verhältnisse sorgte der reiche Schwiegervater Jean Laisé, V. (* 1828) und dessen Ehefrau Elisabeth Büttel (1829–1865). Bertha stammte aus einer großbäuerlichen mennonitischen Familie mit hugenottischem Ursprung und wird in Ibersheim mit einem Straßennamen geehrt. Mit ihr hatte Adam Karrillon zwei Kinder: Hans (* 13. Mai 1883; † 2. Juli 1915 in der Ostsee) und Ella (* 26. Juli 1881), die später mit Hans Eppelsheimer verheiratet war und eine Tochter Lilo hatte.

### Land- und Schiffsarzt
Bis zum Jahr 1883 praktizierte Karrillon leidlich erfolglos in Rockenhausen und zog dann nach Weinheim, wohin zuvor bereits Vater und Stiefmutter gezogen waren. In Weinheim erwarb sich Karrillon dann schnell einen Ruf als guter Arzt. Er war sozial und beruflich in das Vereinsleben des Ortes eingebunden und lernte hier die Charakterköpfe und Wirtshäuser kennen, die für ihn die kommenden zwei Jahrzehnte ein gewohntes Umfeld bildeten und denen er später ein literarisches Denkmal setzen würde. Auch Karrillon selbst wird als trinkfreudiges „Original“ beschrieben, das gerne die Vormittage verschlief, nachmittags praktizierte und sich abends in der Enge der heimatlichen Gaststuben wohl fühlte, das es dennoch aber auch immer in die Ferne zog. 1885 führte ihn eine längere Reise nach Norddeutschland, 1891 reiste er gemeinsam mit seiner Frau und deren Cousine in die Schweiz und nach Norditalien. Spontan hielt er eine Episode auf der Schweizreise schriftlich fest und sandte diese einem Zeitungsverlag, der sie auch prompt abdruckte und ihm mit 20 Mark honorierte. Allerdings schlich sich beim Abdruck ein Druckfehler ein, und der eigentlich bestiegene Monte Prosa wurde fälschlicherweise als „Monte Rosa“ wiedergegeben, so dass Karrillon bei seiner Heimkehr als Aufschneider verspottet wurde und sich noch keine literarische Karriere des inzwischen knapp 40-jährigen abzeichnete.
Anfang 1891 übernahm Karrillon die medizinische Betreuung des Kneipp-Sanatoriums „Stahlbad“ in Weinheim, zog sich nach dessen Erfolg jedoch rasch wieder zurück, da er fürchtete, ansonsten seine eigene Praxis aus Zeitmangel aufgeben zu müssen. Im selben Jahr 1891 führte ihn eine Reise mit seiner Frau abermals in die Schweiz; ein verpasstes Treffen aufgrund eines Missverständnisses sollte jedoch den Anlass geben, dass Bertha ihren Mann künftig nicht mehr auf Reisen begleiten würde. Seine weiteren Reisen unternahm er mit Freunden oder als Schiffsarzt, zu seiner Frau hatte er häufig ein distanziertes Verhältnis.

### Schriftsteller
1894 unternahm Karrillon eine ausgedehnte Reise, die zunächst zur Weltausstellung nach Antwerpen führte, von dort aus per Schiff weiter entlang der französischen, portugiesischen und spanischen Küste bis ins Mittelmeer nach Genua und von dort über die Schweiz zurück in die Heimat. Karrillon hielt die Erlebnisse dieser Reise detailliert und humorvoll fest und trug die Episoden später auf Mitgliederversammlungen von Weinheimer Vereinen vor. 1896 begab sich Karrillon auf eine Reise in den Nahen Osten und arbeitete seine Erlebnisse zunächst in drei Vorträgen auf, die er bis 1897 hielt und die 1898 als Buch unter dem Titel „Eine moderne Kreuzfahrt“ erschienen. Der Autor schildert seine Erlebnisse auf einfache, humorvolle, mitunter derbe Art. Karrillon erhielt durch dieses Werk Zuspruch durch Ludwig Büchner, ebenfalls Arzt und Autor und außerdem Bruder von Georg Büchner. Auch die Presse nahm die „Moderne Kreuzfahrt“ positiv auf, wenngleich die Debütveröffentlichung eines unbekannten Autors noch keinen Ruhm begründete.
1898 starben mehrere Vereinsfreunde Karrillons, außerdem hatte dieser durch eine spekulative Beteiligung an einer Malzfabrik einen Großteil seines Vermögens verloren. Nach der täglichen Arbeit als Arzt suchte Karrillon nun verstärkt abendliche Zuflucht im Verfassen von Novellen. In dieser Zeit begann die Arbeit an „Michael Hely“, einem biografischen Roman über einen Schreinergesellen aus Wald-Michelbach, der eine Zeit in der Fremdenlegion verbringt, sich zurück in der Heimat erfolglos als Sargtischler und Glöckner verdingt und sich letztlich das Leben nimmt. Trotz der traurigen Geschichte zeichnet er seine Figuren lebensfroh. Anfang Oktober 1899 sandte er das fertige Manuskript an den „Neuen Pfälzischen Kurier“ (die spätere „Pfälzische Rundschau“), die den Roman von Januar bis Mai 1900 als Fortsetzungsgeschichte im Feuilleton abdruckte. Die kurz darauf erfolgte, qualitativ schlechte erste Auflage des Buches gelangte aufgrund des Konkurses des Verlegers nicht in den Handel und wurde von Karrillon nach erfolglosen eigenen Vermarktungsversuchen – selbst Altpapierhändler wollten die Bücher nicht kaufen – als Brennstoff für ein Bismarck-Freudenfeuer auf dem Weinheimer Bubenstein zur Verfügung gestellt. Da die in einer Kiste abgepackten Bücher nicht verbrannten, sondern nur angekohlt zurückblieben, wurden sie von Weinheimer Buben im Ort verteilt und ein Exemplar gelangte in die Hände von Jenny Fröhlich (* 1864), Frau eines Aschaffenburger Hofrats und Arztes, die den renommierten Berliner Verleger Grote für das Buch gewinnen konnte und künftig Karrillons Lektorin sein würde. Nach einer vom Verlag eingeforderten Überarbeitung erschien das Buch im Juli 1904 erneut und wurde ein Erfolg, so dass bereits im September 1904 eine zweite Auflage nötig wurde. Gustav Frenssen und Hermann Hesse lobten das Buch nach seinem Erscheinen.
Zwischen 1900 und 1904 führten Karrillon drei Reisen nach Paris, Italien und nach Norwegen. Auf der Italienreise im September 1901 entstand der Gedichtband „Dichtergrüße aus der Ferne“. Von September 1904 bis Mai 1905 arbeitete Karrillon an einem weiteren Werk über den Odenwald und seine Bewohner: „Die Mühle zu Husterloh“ erschien im Frühjahr 1906 abermals bei Verleger Grote. Spätestens dieser zweite überregional beachtete Roman machte aus dem Arzt Adam Karrillon einen bekannten Schriftsteller, der vom Literatur-Redakteur des Berliner Tagblatts, Wilhelm Bornemann, in Weinheim besucht und anschließend im Tagblatt porträtiert wurde, womit auch Daten zu seiner Person und seinem Lebensstil an die breite Öffentlichkeit gelangten.
Der dritte Roman „O domina mea“, der in den Jahren 1907 bis 1909 entstand, lässt Karrillons Erfahrungen aus seiner Würzburger Studentenzeit sowie die ersten, anfänglich von Misserfolgen geprägten Jahre als junger Arzt einfließen. Der Roman stieß erneut auf positive Resonanz bei Kritikern und Publikum. Im Jahr der Veröffentlichung wurde Karrillon jedoch auch Opfer eines Betrugs, indem er einer älteren Patientin half, ein angeblich von ihrem verstorbenen Mann verfasstes Manuskript gegen Honorar in einer Literaturzeitschrift zu veröffentlichen. Das Manuskript stellte sich später als von einem 1891 veröffentlichten Werk der Autorin Babette von Bülow abgeschrieben heraus, war jedoch bereits als Karrillonsche Bearbeitung erschienen.
Der Erfolg seiner ersten drei Romane verschaffte Karrillon die Bekanntschaft mit Ernst von Wolzogen, Hermann Wette, Helene Christaller, Rudolf Herzog und anderen literarischen Zeitgenossen.
1909 unternahm Karrillon eine Reise nach Afrika, wobei er insbesondere seine Erlebnisse in Kamerun zum Gegenstand von Vorträgen machte, die er nach seiner Rückkehr in Darmstadt, Mannheim, Weinheim und anderswo hielt und die ihrerseits den Grundstock für das 1912 erschienene Buch „Im Lande unserer Urenkel“ bildeten. Das Buch sieht die deutschen Kolonien in Kamerun und Togo, wo er zudem den Offizier Hans Dominik kennengelernt und begleitet hatte, als Teil eines aufstrebenden deutschen Kolonialreichs. Im Buch verblüfft außerdem, dass sich der gebürtige Odenwälder Karrillon als „Schwabe“ betrachtet.
Im Jahr 1912 übergab Karrillon seine Arztpraxis an seinen Sohn Hans und wollte sich aus dem Beruf zurückziehen, um sich Reisen und Schreiben widmen zu können. 1913 erkrankte sein Schwiegersohn Hans Eppelsheimer und verstarb im Frühjahr 1914, was sich hemmend auf sein literarisches Werk und geplante Reisen auswirkte. 1914 erschien der Band „Bauerngeselchtes“, der bis 1910 zurückdatierende Gedichte und Geschichten enthielt. Die enthaltenen Dorfgeschichten sind derb-skurril, weswegen die Kritik das als zu realistisch empfundene Werk mitunter negativ bedachte.
Nach Ausbruch des Ersten Weltkrieges kehrte Adam Karrillon 1914 zur Arbeit zurück und wurde Lazarettdoktor. Bald nach dem Tod seines Sohnes Hans bei einem Marineeinsatz übernahm die Stadt Weinheim 1916 das Lazarett und Karrillon fand eine Stelle in einem Sanatorium in Schliersee, wo er den Roman „Adams Großvater“ vollendete, in dem er sowohl seinem Großvater als auch seinem gefallenen Sohn Hans ein literarisches Denkmal setzte.
Im Sommer 1917 übernahm Karrillon eine Praxis in Witten und kehrte im August 1918 nach Weinheim zurück, um dann im Oktober 1918 mit seiner Frau nach Wiesbaden zu ziehen. Hier entstand der Roman „Sechs Schwaben und ein halber“, eine Reiseerzählung von einer Nahostreise. 1920 gelang es Karrillon, nochmals eine Anstellung als Schiffsarzt zu finden. An Bord des Dampfers „Regina“ verkehrte er drei Monate zwischen Swinemünde und Pillau und veröffentlichte die zehnteilige Fortsetzungsreihe „Briefe aus Swinemünde“ im „Karlsruher Tagblatt“. Auf dem Dampfer schrieb er auch den Roman „Am Stammtisch zum faulen Hobel“, der seine früheren Stammtischkumpanen in Weinheim auf humorvolle Art in 20 Episoden porträtiert. Der Pastor Viljo Ronimus, den Karrillon während dieser Fahrten auf der finnischen Insel Börkö kennengelernt hatte, wurde zum Namensgeber des Titelhelden des 1921 vollendeten und 1925 erschienenen Romans „Viljo Ronimus“, der das Schicksal eines Kassenarztes in Groß-Gerau zum Inhalt hat, der stark an Karrillons Biografie angelehnt ist.

### Späte Jahre und Tod
1921 wurde Karrillon zum Ehrenbürger seines Geburtsortes Wald-Michelbach ernannt. Im März 1923 erhielt er den Ehrenpreis der Deutschen Schillergesellschaft und am 3. April 1923 wurde er Ehrenbürger von Weinheim. Trotz zahlreicher Ehrungen, die er zu seinem 70. Geburtstag erhielt, hatte der langjährige Verleger Grote Zweifel am jüngsten Werk Karrillons, so dass der Erzählband „Windschiefe Gestalten“ erst 1927 im Karlsruher Gutsch-Verlag erschien.
Ab 1923 mehrten sich die Aufenthalte bei seinem Freund Joseph Klüber, dem Leiter der Irrenanstalt Klingenmünster/Pfalz, wo er mitunter ganze Sommer verbrachte. An seinem 75. Geburtstag 1928 wird er als „geistig frisch und schaffensfreudig“ bezeichnet. 1929 überarbeitete Karrillon die „Briefe aus Swinemünde“, die in Buchform nun wieder bei Grote erschienen.
1931 löste Tochter Ella ihren Freiburger Haushalt auf und siedelte zu den Eltern nach Wiesbaden über. Zu Adam Karrillons 80. Geburtstag am 12. Mai 1933 wurde von dem der NSDAP nahestehenden „Kampfbund für deutsche Kultur“ ein Adam-Karrillon-Abend im Kurfürstlichen Schloss in Mainz abgehalten, der von über 400 Besuchern, Ehrengästen und Regierungsvertretern besucht wurde. Staatspräsident Ferdinand Werner (NSDAP), der am 13. März 1933 im Zuge der „Gleichschaltung“ eingesetzte NS-Statthalter von Hessen, ein persönlicher Freund des Dichters, gratulierte persönlich. Aus Anlass des Geburtstages erschienen außerdem drei Novellenbände.
Bis 1935 verbrachte der Dichter die Sommermonate noch bei Joseph Klüber, dann verstarb dieser und ab Winter 1935/36 begannen mit vermehrten Krankheiten auch Karrillons Kräfte zu schwinden. Er starb in Wiesbaden am 14. September 1938 im Alter von 85 Jahren und ist auf dem Weinheimer Alten Friedhof im Ehrengrab Nr. 75 bei der Peterskirche begraben. Die Wohnung in Wiesbaden wurde 1944 ausgebombt, Karrillons Witwe Bertha zog danach mit ihrer Tochter Ella nach Weinheim. Bertha wurde die älteste Frau Deutschlands und starb 1962 im Alter von 107 Jahren.

## Literarisches Werk
Karrillons Werk umfasst Reisebeschreibungen von seinen vielen, ausgedehnten Reisen, Heimatromane aus dem Odenwald, die teilweise an seine eigene Biografie angelehnt sind, sowie Gedicht- und Erzählbände. Zum Zeitpunkt des Erscheinens seines ersten Buches war er bereits 45 Jahre alt, seine literarische Schaffensperiode würde jedoch noch weitere vier Jahrzehnte umfassen.
Sein Werk ist geprägt von seiner subjektiven Sicht auf die ihn im Freundeskreis, in der Heimat und in der Ferne umgebenden Dinge und Erlebnisse. Seine mitunter derbe, aber meist humorvolle Darstellung wurde von der zeitgenössischen Kritik wohlwollend als lebendige und realistische Wiedergabe der Empfindungswelt einfacher Odenwälder aufgenommen. So schildert er die weiblichen Einwohner von Smyrna in seinem ersten Buch Eine moderne Kreuzfahrt (1898) wie folgt: „Sie sind so fett, daß sie einem Murillo Modell stehen könnten, und ihre Bekleidung ist nur wenig umfangreicher, als die unserer Stammutter Eva vor dem Sündenfall. Sie sind der Stolz ihrer Männer, denn der Orientale liebt am Weibe das Fett, und er füttert sie heraus, bis sie so dick und rund sind wie eine pommerische Gänsebrust.“
Manche Werke Karrillons haben starke autobiografische Bezüge. Sein Roman „Adams Großvater“ (1917) handelt vom Leben seines von ihm verehrten Großvaters, des Großbauern Bangert, der im Roman Baumgarten heißt und der mit ansehen muss, wie sein Sohn durch Glücksspiel, riskante Geschäftsbeteiligungen und losen Lebenswandel die umfangreichen Besitztümer der Familie verliert, bevor er Trost im beruflichen Werdegang seines Enkels (des Autors) findet. Die Beschwernisse des Lebens als Landarzt brachte Karrillon in dem Roman „Viljo Ronimus“ (1925) zum Ausdruck, in dessen Titelheld sich der Autor leicht wiederfinden lässt, der mit dem von ihm als nachteilig empfundenen neuen Krankenversicherungsgesetz, dem Undank der Odenwälder Landbevölkerung und mancherlei Unbill an anderen Orten zu kämpfen hat und letztlich resigniert.

### Michael Hely
Sein erster Heimatroman Michael Hely (1900) zeichnet sich durch einen unverstellten Blick auf realistische Lebensverhältnisse in Südwestdeutschland in der Mitte des 19. Jahrhunderts aus und ist an tatsächliche Personen angelehnt. Der Titelheld stammt aus einer Wald-Michelbacher Schreinerfamilie, die über Generationen dem Alkohol verfallen war, und wird vom Autor als „ehrlicher Charakterlump“ aufgezeigt: Bereits als Knabe verdient er sich den Beinamen „Dorfteufel“, fällt als junger Mann auf einen Betrüger herein, der ihm eine Auswanderung nach Amerika in Aussicht gestellt hatte, anschließend wird er im Umfeld der 1848er Revolution vorübergehend inhaftiert, kehrt dann heim zu den Eltern um mitzuerleben, wie der Vater am Alkohol stirbt und die Mutter mit einem Scherenschleifer davonzieht. Danach begibt er sich selbst auf die Wanderschaft, schließt eine Schreinerlehre im Schwarzwald ab und will sich mit der von ihm geschwängerten Tochter eines Bauern dort niederlassen, wird jedoch von deren Vater vertrieben, der seine Tochter mit einem verwitweten örtlichen Trinker vermählen möchte, dem der Titelheld aus Rache nach dem Leben trachtet, ihn aus moralischen Gründen dann aber doch verschont. Hely schließt sich danach viele Jahre der Fremdenlegion an und kehrt im reifen Alter in sein Heimatdorf zurück, wo er sich als Sargtischler, Leichengräber und Glöckner verdingt und im alten Festungsturm wohnt. Obwohl er seine einstige Geliebte und den inzwischen erwachsenen Sohn nochmals wieder trifft, gibt er sich diesen aus Scham über seine klägliche Existenz nicht zu erkennen. Als sein Wohnort, der Festungsturm, abgerissen werden soll, stürzt er sich verzweifelt von diesem in den Tod. Hermann Hesse urteilte über das Werk: Wir haben im „Hely“ eine Schöpfung der Liebe und der innern Notwendigkeit, etwas Reifes und Gesundes bekommen, und solche Bücher liest man nicht nur gern, man lernt auch gern von ihnen, nimmt sie in sein Erleben auf und läßt auch Einzelheiten, denen man durchaus nicht zustimmt, dankbar gelten.

### Die Mühle von Husterloh
Im 1906 publizierten Roman Die Mühle von Husterloh wird der wirtschaftliche und soziale Abstieg der Familie Höhrle im abgelegenen Odenwald-Dorf Husterloh (= Wald-Michelbach) vor dem Hintergrund der Industrialisierung im 19. Jahrhundert erzählt. Deren traditionelle Bachmühle ist gegenüber der Dampfmühle der Firma „Groß und Moos“ im Ulfenbachtal nicht konkurrenzfähig und verliert zunehmend ihre Kundschaft. Andererseits beschleunigen die hohen Ansprüche der Müllersfrau und die Ausgaben für das Studium des Sohnes Hans, auf dessen Karriere als Pfarrer oder Arzt die Eltern hoffen, die Krise. So werden die Ersparnisse aufgebraucht, der Wald Stück für Stück verkauft, und am Ende, nach dem Konkurs, steckt der Gehilfe Sebastian die Mühle in Brand, um mit der Mobiliarsversicherungssumme seinen früheren Arbeitgeber zu unterstützen, und kommt dabei ums Leben. Eingeschoben in die Odenwaldhandlung begleitet der Leser Hans Höhle – mit einigen Ähnlichkeiten zur Biographie Karrillons – bei seiner gymnasialen Ausbildung in Mainz und seinem Medizinstudium in Marburg: Nach einem für seine Verhältnisse zu kostspieligen Burschenschaftsleben entdeckt er zu spät die finanzielle Not des Vaters und will sein letztes Studienjahr als Klavierlehrer im Haus des Kommerzienrates Lerée finanzieren. Dort wird er von dessen attraktiver Frau Helene verführt und flieht mit ihr nach der Entdeckung der Affäre nach Amerika. Für seinen kranken Vater ist diese Nachricht der letzte Anstoß zu seinem Tod. Am Orinoko arbeitet Hans als angesehener Chirurg, gründet mit Helene eine Familie und nimmt die unverheiratete Schwester Suse bei sich auf. In vielen in die Haupthandlung eingeflochtenen Episoden schildert der Autor im realistischen Stil anschaulich und in origineller Sprache einzelne Dorf-Charaktere sowie das Leben der Bevölkerung, etwa die ländlichen Feste und die Wallfahrt nach Walldürn, in Verbindung mit bilderreichen Landschaftsbeschreibungen im Wechsel der Jahreszeiten.

### Rezeption
Kritik und Zeitgenossen standen Karrillons Werk überwiegend positiv gegenüber. Speziell seine Reiseschilderungen und Heimatromane erfreuten sich großer Beliebtheit, wobei immer wieder die direkte und detailreiche Betrachtungsweise und Karrillons Humor gelobt wurden. Hermann Eris Busse lobte Karillons reichen Schatz seiner eigentümlichen Erzählkunst und beschrieb sein Werk „Windschiefe Gestalten“ als Sammlung unglaublich lebenswahr und fesselnd vorgetragener Berichte über Menschen, die dazu bestimmt sind, aus dem bürgerlichen Gleichmaß stets herauszufallen auf eine tragikomische Art. Da Karrillons autobiografische Schriften eher eine pessimistische Grundhaltung vermitteln und ihnen der ansonsten hochgelobte Humor meist fehlt, wurden diese von den Kritikern nicht so gut angenommen wie der Rest seines Werkes.
Zu seiner Zeit mit Preisen ausgezeichnet und als „Odenwalddichter“ geliebt und wohlbekannt, ist sein literarisches Werk heute weitgehend in Vergessenheit geraten.

## Auszeichnungen, Ehrungen, Gedenken
- 1921 Ehrenbürger von Wald-Michelbach
- 1923 Ehrenbürger von Weinheim
- 1923 Georg-Büchner-Preis (gemeinsam mit dem Komponisten Arnold Mendelssohn)
- 1923 Ehrenpreis der Deutschen Schillergesellschaft

1934 wurde von dem Typografen Christian Heinrich Kleukens, der 1926 ebenfalls den Georg-Büchner-Preis verliehen bekommen hatte, für die Mainzer Presse eine neue Schrifttype kreiert und Adam-Karrillon-Schrift genannt.
In Wald-Michelbach und in Weinheim ist eine Schule nach Adam Karrillon benannt, in Mainz hieß das Rabanus-Maurus-Gymnasium bis 1953 nach ihm. Straßen in Mainz, Weinheim und Eich (Rheinhessen) tragen seinen Namen. In Worms-Ibersheim gibt es eine Bertha-Karrillon-Straße zu Ehren der dort geborenen Ehefrau von Adam Karrillon.
Im Alten Rathaus (Heimatmuseum) in Wald-Michelbach sowie im dortigen Hotel Kreidacher Höhe ist ein Karrillon-Zimmer mit Exponaten zu Leben und Werk des Dichters eingerichtet. Der Bücherbrunnen in Wald-Michelbach befindet sich seit 2006 an der Stelle, an der sich bis zum späten 19. Jahrhundert der Stadtturm befand, der dem Titelhelden aus Karrillons Roman „Michael Hely“ als Wohnstätte gedient hatte.

## Werke
- Eine moderne Kreuzfahrt (1898)
- Michael Hely (1900/1904)
- Die Mühle zu Husterloh (1906)
- O domina mea (1908)
- Im Lande unserer Urenkel (1912)
- Bauerngeselchtes: Sechzehn Novellen aus dem Chattenlande (1914)
- Adams Großvater (1917)
- Sechs Schwaben und ein halber (1919)
- Am Stammtisch zum faulen Hobel (1922)
- Erlebnisse eines Erdenbummlers (1923)
- Viljo Ronimus: Das Schicksal eines Kassenarztes (1925)
- Windschiefe Gestalten (1927)
- Meine Argonautenfahrt (1929)
- Es waren einmal drei Gesellen (1933)
- Zwei die nicht zusammen sollten, Zwei die sich auseinandergrollten, Zwei die nicht ohne Grund sich hassten, Endlich zwei, die z'sammen passten (1933)
- Der Rosenstock (1935)
- Balthasar Ibn Knierem (1936)
- Der erste Flug vom Nest (1937)